# Olympische Sommerspiele 2012/Teilnehmer (Italien)
| Gelbes Symbol für Goldmedaillen mit stilisierten Olympischen Ringen | Graues Symbol für Silbermedaillen mit stilisierten Olympischen Ringen | Braundes Symbol für Bronzemedaillen mit stilisierten Olympischen Ringen |
| ------------------------------------------------------------------- | --------------------------------------------------------------------- | ----------------------------------------------------------------------- |
| 8                                                                   | 9                                                                     | 11                                                                      |

Italien nahm in London an den Olympischen Spielen 2012 teil. Es war die insgesamt 26. Teilnahme an Olympischen Sommerspielen. Vom Comitato Olimpico Nazionale Italiano wurden 290 Athleten in 22 Sportarten nominiert.
Fahnenträgerin bei der Eröffnungsfeier war die Florett-Fechterin Valentina Vezzali.
Am 6. August schloss das Comitato Olimpico Nazionale den Geher Alex Schwazer wegen eines positiven Dopingtests von den Spielen aus. Schwazer, Olympiasieger im 50-km-Gehen bei den Olympischen Sommerspielen in Peking 2008, wurde am 30. Juni positiv auf Erythropoetin (EPO) getestet.

## Medaillen
Mit acht gewonnenen Gold-, neun Silber- und elf Bronzemedaillen belegte das italienische Team Platz 9 im Medaillenspiegel.

### Medaillenspiegel
| Medaillenspiegel Italien |                |                              |                           |                           |        |
| Platz                    | Sportart       | Goldmedaille – Olympiasieger | Silbermedaille – 2. Platz | Bronzemedaille – 3. Platz | Gesamt |
| 1                        | Fechten        | 3                            | 2                         | 2                         | 7      |
| 2                        | Schießen       | 2                            | 3                         | –                         | 5      |
| 3                        | Taekwondo      | 1                            | –                         | 1                         | 2      |
| 4                        | Bogenschießen  | 1                            | –                         | –                         | 1      |
|                          | Kanu           | 1                            | –                         | –                         | 1      |
| 6                        | Boxen          | –                            | 2                         | 1                         | 3      |
| 7                        | Rudern         | –                            | 1                         | –                         | 1      |
|                          | Wasserball     | –                            | 1                         | –                         | 1      |
| 9                        | Turnen         | –                            | –                         | 2                         | 2      |
| 10                       | Judo           | –                            | –                         | 1                         | 1      |
|                          | Leichtathletik | –                            | –                         | 1                         | 1      |
|                          | Radsport       | –                            | –                         | 1                         | 1      |
|                          | Schwimmen      | –                            | –                         | 1                         | 1      |
|                          | Volleyball     | –                            | –                         | 1                         | 1      |
| Total                    | Total          | 8                            | 9                         | 11                        | 28     |

### Medaillengewinner

#### Gold
| Name                                                                 | Sportart      | Wettkampf                                   |
| -------------------------------------------------------------------- | ------------- | ------------------------------------------- |
| Frauen                                                               |               |                                             |
| Elisa Di Francisca                                                   | Fechten       | Florett Frauen                              |
| Elisa Di Francisca Arianna Errigo Valentina Vezzali Ilaria Salvatori | Fechten       | Florett Mannschaft Frauen                   |
| Jessica Rossi                                                        | Schießen      | Trap Frauen                                 |
| Männer                                                               |               |                                             |
| Valerio Aspromonte Giorgio Avola Andrea Baldini Andrea Cassarà       | Fechten       | Florett Mannschaft Männer                   |
| Michele Frangilli Marco Galiazzo Mauro Nespoli                       | Bogenschießen | Mannschaft Männer                           |
| Niccolò Campriani                                                    | Schießen      | Kleinkaliber Dreistellungskampf 50 m Männer |
| Daniele Molmenti                                                     | Kanu          | Einer-Kajak Slalom Männer                   |
| Carlo Molfetta                                                       | Taekwondo     | Schwergewicht Männer                        |

#### Silber
| Name | Sportart   | Wettkampf                  |
| --- | ---------- | -------------------------- |
| Frauen |            |                            |
| Arianna Errigo | Fechten    | Florett Frauen             |
| Männer |            |                            |
| Diego Occhiuzzi | Fechten    | Säbel Einzel Männer        |
| Niccolò Campriani | Schießen   | Luftgewehr 10 m Männer     |
| Luca Tesconi | Schießen   | Luftpistole 10 m Männer    |
| Matteo Aicardi Maurizio Felugo Pietro Figlioli Deni Fiorentini Valentino Gallo Massimo Giacoppo Alex Giorgetti Niccolò Gitto Giacomo Pastorino Amaurys Pérez Danijel Premuš Christian Presciutti Stefano Tempesti | Wasserball | Männer                     |
| Romano Battisti Alessio Sartori | Rudern     | Doppelzweier Männer        |
| Roberto Cammarelle | Boxen      | Super-Schwergewicht Männer |
| Clemente Russo | Boxen      | Schwergewicht Männer       |

#### Bronze
| Name | Sportart                   | Wettkampf                            |
| --- | -------------------------- | ------------------------------------ |
| Valentina Vezzali | Fechten                    | Florett Frauen                       |
| Elisa Blanchi Romina Laurito Marta Pagnini Elisa Santoni Angelica Savrayuk Andreea Ștefănescu                                                                                     | Rhythmische Sportgymnastik | Mannschaft Frauen                    |
| Martina Grimaldi | Schwimmen                  | 10 km Freiwasser Frauen              |
| Männer |                            |                                      |
| Diego Occhiuzzi Aldo Montano Luigi Tarantino Luigi Samele | Fechten                    | Säbel Mannschaft Männer              |
| Luigi Mastrangelo Simone Parodi Samuele Papi Michal Lasko Ivan Zaytsev Dante Boninfante Cristian Savani Dragan Travica Alessandro Fei Emanuele Birarelli Andrea Bari Andrea Giovi | Volleyball                 | Männer                               |
| Fabrizio Donato | Leichtathletik             | Dreisprung Männer                    |
| Rosalba Forciniti | Judo                       | Halbleichtgewicht (bis 52 kg) Männer |
| Vincenzo Mangiacapre | Boxen                      | Halbweltergewicht (bis 64 kg) Männer |
| Matteo Morandi | Turnen                     | Einzel Ringe Männer                  |
| Mauro Sarmiento | Taekwondo                  | Weltergewicht (bis 80 kg) Männer     |

## Teilnehmer nach Sportarten

### Badminton
| Athleten         | Wettbewerb | Gruppenphase        | Gruppenphase                         | Gruppenphase | Gruppenphase | Achtelfinale  | Achtelfinale  | Viertelfinale | Viertelfinale | Halbfinale    | Halbfinale    | Finale        | Finale        | Rang |
| Athleten         | Wettbewerb | Gegner              | Ergebnis                             | Punkte       | Rang         | Gegner        | Ergebnis      | Gegner        | Ergebnis      | Gegner        | Ergebnis      | Gegner        | Ergebnis      | Rang |
| ---------------- | ---------- | ------------------- | ------------------------------------ | ------------ | ------------ | ------------- | ------------- | ------------- | ------------- | ------------- | ------------- | ------------- | ------------- | ---- |
| Frauen           |            |                     |                                      |              |              |               |               |               |               |               |               |               |               |      |
| Agnese Allegrini | Einzel     | Tee J. Y. Bae Y. J. | 0:2 (7:21, 14:21) 0:2 (11:21, 15:21) | 0 (47:84)    | 3            | ausgeschieden | ausgeschieden | ausgeschieden | ausgeschieden | ausgeschieden | ausgeschieden | ausgeschieden | ausgeschieden | 33   |

### Beachvolleyball
| Athleten                       | Gruppenphase                                                                | Gruppenphase                                                          | Gruppenphase | Gruppenphase | Achtelfinale            | Achtelfinale       | Viertelfinale         | Viertelfinale      | Halbfinale    | Halbfinale    | Finale        | Finale        | Rang |
| Athleten                       | Gegner                                                                      | Ergebnis                                                              | Punkte       | Rang         | Gegner                  | Ergebnis           | Gegner                | Ergebnis           | Gegner        | Ergebnis      | Gegner        | Ergebnis      | Rang |
| ------------------------------ | --------------------------------------------------------------------------- | --------------------------------------------------------------------- | ------------ | ------------ | ----------------------- | ------------------ | --------------------- | ------------------ | ------------- | ------------- | ------------- | ------------- | ---- |
| Frauen                         |                                                                             |                                                                       |              |              |                         |                    |                       |                    |               |               |               |               |      |
| Greta Cicolari Marta Menegatti | J. Chomjakowa / J. Ukolowa Z. Dampney / S. Mullin M.-A. Lessard / A. Martin | 2:1 (17:21, 21:18, 15:8) 2:0 (21:18, 21:12) 2:1 (21:12, 23:25, 15:10) | 6            | 1            | K. Walsh M. May-Treanor | 0:2 (13:21, 13:21) | ausgeschieden         | ausgeschieden      | ausgeschieden | ausgeschieden | ausgeschieden | ausgeschieden | 5    |
| Männer                         |                                                                             |                                                                       |              |              |                         |                    |                       |                    |               |               |               |               |      |
| Daniele Lupo Paolo Nicolai     | P. Heuscher / J. Bellaguarda C. Doppler / A. Horst E. Rego / A. Cerutti     | 2:0 (21:19, 21:18) 0:2 (18:21,17:21) 0:2 (24:26, 18:21)               | 4            | 3            | T. Rogers P. Dalhausser | 2:0 (21:17, 21:19) | R. Numerdor R. Schuil | 0:2 (16:21, 18:21) | ausgeschieden | ausgeschieden | ausgeschieden | ausgeschieden | 5    |

### Bogenschießen
| Athleten                                       | Wettbewerb | Qualifikation | Qualifikation | 1. Runde            | 1. Runde | 2. Runde      | 2. Runde      | Achtelfinale  | Achtelfinale  | Viertelfinale | Viertelfinale | Halbfinale    | Halbfinale    | Finale        | Finale        | Rang |
| Athleten                                       | Wettbewerb | Ringe         | Rang          | Gegner              | Ergebnis | Gegner        | Ergebnis      | Gegner        | Ergebnis      | Gegner        | Ergebnis      | Gegner        | Ergebnis      | Gegner        | Ergebnis      | Rang |
| ---------------------------------------------- | ---------- | ------------- | ------------- | ------------------- | -------- | ------------- | ------------- | ------------- | ------------- | ------------- | ------------- | ------------- | ------------- | ------------- | ------------- | ---- |
| Frauen                                         |            |               |               |                     |          |               |               |               |               |               |               |               |               |               |               |      |
| Pia Lionetti                                   | Einzel     | 652           | 19.           | Karen Hultzer       | 6:2      | Miranda Leek  | 6:4           | Tan Ya-ting   | 6:2           | Aída Román    | 2:6           | ausgeschieden | ausgeschieden | ausgeschieden | ausgeschieden | 7.   |
| Jessica Tomasi                                 | Einzel     | 635           | 44.           | Choi Hyun-joo       | 5:6      | ausgeschieden | ausgeschieden | ausgeschieden | ausgeschieden | ausgeschieden | ausgeschieden | ausgeschieden | ausgeschieden | ausgeschieden | ausgeschieden | 33.  |
| Natalia Valeeva                                | Einzel     | 650           | 24.           | Kwon Un-sil         | 7:3      | Xenija Perowa | 2:6           | ausgeschieden | ausgeschieden | ausgeschieden | ausgeschieden | ausgeschieden | ausgeschieden | ausgeschieden | ausgeschieden | 17.  |
| Pia Lionetti Jessica Tomasi Natalia Valeeva    | Mannschaft | 1937          | 10.           | China Volksrepublik | 199:200  | ausgeschieden | ausgeschieden | ausgeschieden | ausgeschieden | ausgeschieden | ausgeschieden | ausgeschieden | ausgeschieden | ausgeschieden | ausgeschieden | 9.   |
| Männer                                         |            |               |               |                     |          |               |               |               |               |               |               |               |               |               |               |      |
| Michele Frangilli                              | Einzel     | 662           | 37.           | Dmytro Hrachow      | 3:7      | ausgeschieden | ausgeschieden | ausgeschieden | ausgeschieden | ausgeschieden | ausgeschieden | ausgeschieden | ausgeschieden | ausgeschieden | ausgeschieden | 33.  |
| Marco Galiazzo                                 | Einzel     | 662           | 36.           | Juan René Serrano   | 2:6      | ausgeschieden | ausgeschieden | ausgeschieden | ausgeschieden | ausgeschieden | ausgeschieden | ausgeschieden | ausgeschieden | ausgeschieden | ausgeschieden | 33.  |
| Mauro Nespoli                                  | Einzel     | 674           | 11.           | Chen Yu-cheng       | 2:6      | ausgeschieden | ausgeschieden | ausgeschieden | ausgeschieden | ausgeschieden | ausgeschieden | ausgeschieden | ausgeschieden | ausgeschieden | ausgeschieden | 33.  |
| Michele Frangilli Marco Galiazzo Mauro Nespoli | Mannschaft |               |               | Taiwan              | 216:206  | –             | –             | –             | –             | China         | 220:216       | Mexiko        | 217:215       | USA           | 219:218       | Gold |

### Boxen
| Athleten             | Wettbewerb                    | 1. Runde             | 1. Runde | Achtelfinale  | Achtelfinale  | Viertelfinale      | Viertelfinale | Halbfinale            | Halbfinale    | Finale          | Finale        | Rang   |
| Athleten             | Wettbewerb                    | Gegner               | Ergebnis | Gegner        | Ergebnis      | Gegner             | Ergebnis      | Gegner                | Ergebnis      | Gegner          | Ergebnis      | Rang   |
| -------------------- | ----------------------------- | -------------------- | -------- | ------------- | ------------- | ------------------ | ------------- | --------------------- | ------------- | --------------- | ------------- | ------ |
| Männer               |                               |                      |          |               |               |                    |               |                       |               |                 |               |        |
| Manuel Cappai        | Halbfliegengewicht bis 49 kg  | Mark Anthony Barriga | 7:17     | ausgeschieden | ausgeschieden | ausgeschieden      | ausgeschieden | ausgeschieden         | ausgeschieden | ausgeschieden   | ausgeschieden | –      |
| Vincenzo Picardi     | Fliegengewicht bis 52 kg      | Freilos              | Freilos  | N. Tögstsogt  | 16:17         | ausgeschieden      | ausgeschieden | ausgeschieden         | ausgeschieden | ausgeschieden   | ausgeschieden | 9      |
| Vittorio Parrinello  | Bantamgewicht bis 56 kg       | Jonas Matheus        | 18:7     | Luke Campbell | 9:11          | ausgeschieden      | ausgeschieden | ausgeschieden         | ausgeschieden | ausgeschieden   | ausgeschieden | 9      |
| Domenico Valentino   | Leichtgewicht bis 60 kg       | Freilos              | Freilos  | Josh Taylor   | 15:10         | Evaldas Petrauskas | 14:16         | ausgeschieden         | ausgeschieden | ausgeschieden   | ausgeschieden | 5      |
| Vincenzo Mangiacapre | Halbweltergewicht bis 64 kg   | Freilos              | Freilos  | Gyula Káté    | 20:14         | D. Jeleussinow     | 16:12         | R. Iglesias           | 8:15          | ausgeschieden   | ausgeschieden | Bronze |
| Clemente Russo       | Schwergewicht bis 91 kg       | –                    | –        | Tumba Silva   | Walkover      | José Larduet       | 12:10         | Teymur Məmmədov       | 15:13         | Oleksandr Ussyk | 11:14         | Silber |
| Roberto Cammarelle   | Superschwergewicht über 91 kg | –                    | –        | Ítalo Perea   | 18:10         | Mohamed Arjaoui    | 12:11         | Məhəmmədrəsul Məcidov | 13:12         | Anthony Joshua  | 18:18         | Silber |

### Fechten
| Athleten                                                  | Wettbewerb         | 2. Runde            | 2. Runde      | Achtelfinale         | Achtelfinale  | Viertelfinale          | Viertelfinale | Halbfinale         | Halbfinale    | Finale             | Finale                 | Rang   |
| Athleten                                                  | Wettbewerb         | Gegner              | Ergebnis      | Gegner               | Ergebnis      | Gegner                 | Ergebnis      | Gegner             | Ergebnis      | Gegner             | Ergebnis               | Rang   |
| --------------------------------------------------------- | ------------------ | ------------------- | ------------- | -------------------- | ------------- | ---------------------- | ------------- | ------------------ | ------------- | ------------------ | ---------------------- | ------ |
| Frauen                                                    |                    |                     |               |                      |               |                        |               |                    |               |                    |                        |        |
| Bianca Del Carretto                                       | Degen Einzel       | Britta Heidemann    | 13:14 (n. V.) | ausgeschieden        | ausgeschieden | ausgeschieden          | ausgeschieden | ausgeschieden      | ausgeschieden | ausgeschieden      | ausgeschieden          | 21     |
| Mara Navarria                                             | Degen Einzel       | Maya Lawrence       | 12:15         | ausgeschieden        | ausgeschieden | ausgeschieden          | ausgeschieden | ausgeschieden      | ausgeschieden | ausgeschieden      | ausgeschieden          | 18     |
| Rossella Fiamingo                                         | Degen Einzel       | Nozomi Satō         | 15:11         | Maya Lawrence        | 15:7          | Sun Yujie              | 14:15         | ausgeschieden      | ausgeschieden | ausgeschieden      | ausgeschieden          | 7      |
| Bianca Del Carretto Mara Navarria Rossella Fiamingo       | Degen Mannschaft   | –                   | –             | USA                  | 35:45         | Rumänien               | 38:45         | –                  | –             | Ukraine            | Kampf um Platz 7 45:40 | 7      |
| Valentina Vezzali                                         | Florett Einzel     | Shiho Nishioka      | 14:8          | Chen Jinyan          | 15:6          | Inès Boubakri          | 8:7           | Arianna Errigo     | 12:15         | Nam Hyun-hee       | Kampf um Platz 3 13:12 | Bronze |
| Elisa Di Francisca                                        | Florett Einzel     | Mona Shaito         | 15:2          | Carolin Golubytskyi  | 15:9          | Chieko Sugawara        | 15:9          | Nam Hyun-hee       | 11:10         | Arianna Errigo     | 12:10                  | Gold   |
| Arianna Errigo                                            | Florett Einzel     | Johana Fuenmayor    | 15:4          | Kamilla Gafursjanowa | 15:7          | Lee Kiefer             | 15:10         | Valentina Vezzali  | 15:12         | Elisa Di Francisca | 11:12                  | Silber |
| Valentina Vezzali Elisa Di Francisca Arianna Errigo       | Florett Mannschaft | –                   | –             | –                    | –             | Großbritannien         | 42:14         | Frankreich         | 45:22         | Russland           | 45:31                  | Gold   |
| Gioia Marzocca                                            | Säbel Einzel       | M. B. Pérez Maurice | 15:10         | Kim Ji-yeon          | 7:15          | ausgeschieden          | ausgeschieden | ausgeschieden      | ausgeschieden | ausgeschieden      | ausgeschieden          | 12     |
| Irene Vecchi                                              | Säbel Einzel       | Sophie Williams     | 15:5          | Chen Xiaodong        | 15:10         | Olha Charlan           | 9:15          | ausgeschieden      | ausgeschieden | ausgeschieden      | ausgeschieden          | 6      |
| Männer                                                    |                    |                     |               |                      |               |                        |               |                    |               |                    |                        |        |
| Paolo Pizzo                                               | Degen Einzel       | Leung Ka Ming       | 15:14         | Alexandre Bouzaid    | 15:11         | Rubén Limardo          | 12:15         | ausgeschieden      | ausgeschieden | ausgeschieden      | ausgeschieden          | 5      |
| Andrea Cassarà                                            | Florett Einzel     | Mohamed Samandi     | 15:7          | Yūki Ōta             | 15:14         | Alaaeldin Abouelkassem | 15:10         | ausgeschieden      | ausgeschieden | ausgeschieden      | ausgeschieden          | 5      |
| Valerio Aspromonte                                        | Florett Einzel     | Radu Dărăban        | 15:11         | Sebastian Bachmann   | 15:11         | Lei Sheng              | 8:15          | ausgeschieden      | ausgeschieden | ausgeschieden      | ausgeschieden          | 6      |
| Andrea Baldini                                            | Florett Einzel     | Ryō Miyake          | 15:6          | Race Imboden         | 15:9          | Alexei Tscheremissinow | 15:5          | Lei Sheng          | 11:15         | Choi Byung-chul    | Kampf um Platz 3 14:15 | 4      |
| Andrea Cassarà Valerio Aspromonte Andrea Baldini          | Florett Mannschaft | –                   | –             | –                    | –             | Großbritannien         | 45:40         | Vereinigte Staaten | 45:24         | Japan              | 45:39                  | Gold   |
| Aldo Montano                                              | Säbel Einzel       | Waler Pryjomka      | 15:9          | Diego Occhiuzzi      | 13:15         | ausgeschieden          | ausgeschieden | ausgeschieden      | ausgeschieden | ausgeschieden      | ausgeschieden          | 11     |
| Luigi Tarantino                                           | Säbel Einzel       | Max Hartung         | 14:15         | ausgeschieden        | ausgeschieden | ausgeschieden          | ausgeschieden | ausgeschieden      | ausgeschieden | ausgeschieden      | ausgeschieden          | 20     |
| Diego Occhiuzzi                                           | Säbel Einzel       | Liu Xiao            | 15:9          | Aldo Montano         | 15:13         | Timothy Morehouse      | 15:9          | Rares Dumitrescu   | 15:11         | Áron Szilágyi      | 8:15                   | Silber |
| Aldo Montano Luigi Tarantino Diego Occhiuzzi Luigi Samele | Säbel Mannschaft   | –                   | –             | –                    | –             | Belarus                | 45:44         | Südkorea           | 37:45         | Russland           | Kampf um Platz 3 45:40 | Bronze |

### Gewichtheben
| Athleten         | Wettbewerb       | Reißen  | Reißen | Stoßen  | Stoßen | Zweikampf | Zweikampf | Rang |
| Athleten         | Wettbewerb       | Gewicht | Rang   | Gewicht | Rang   | Gewicht   | Rang      | Rang |
| ---------------- | ---------------- | ------- | ------ | ------- | ------ | --------- | --------- | ---- |
| Männer           |                  |         |        |         |        |           |           |      |
| Mirco Scarantino | Klasse bis 56 kg | 97 kg   | 18     | 128 kg  | 14     | 225 kg    | 14        | 14   |

### Judo
| Athleten           | Wettbewerb       | 1. Runde Round of 64 | 1. Runde Round of 64 | 2. Runde Round of 32 | 2. Runde Round of 32 | Achtelfinale Round of 16 | Achtelfinale Round of 16 | Viertelfinale Quarter Final | Viertelfinale Quarter Final | Hoffnungsrunde Halbfinale Repechage | Hoffnungsrunde Halbfinale Repechage | Halbfinale      | Halbfinale      | Hoffnungsrunde Finale Bronze Medal | Hoffnungsrunde Finale Bronze Medal | Finale        | Finale             | Rang |
| Athleten           | Wettbewerb       | Gegner               | Ergebnis             | Gegner               | Ergebnis I W Y P     | Gegner                   | ErgebnisI W Y P          | Gegner                      | ErgebnisI W Y P             | Gegner                              | ErgebnisI W Y P                     | Gegner          | ErgebnisI W Y P | Gegner                             | ErgebnisI W Y P                    | Gegner        | ErgebnisI W Y P    | Rang |
| ------------------ | ---------------- | -------------------- | -------------------- | -------------------- | -------------------- | ------------------------ | ------------------------ | --------------------------- | --------------------------- | ----------------------------------- | ----------------------------------- | --------------- | --------------- | ---------------------------------- | ---------------------------------- | ------------- | ------------------ | ---- |
| Frauen             |                  |                      |                      |                      |                      |                          |                          |                             |                             |                                     |                                     |                 |                 |                                    |                                    |               |                    |      |
| Elena Moretti      | Klasse bis 48 kg | –                    | –                    | Paula Pareto         | 0 0 0 0 Niederlage   | ausgeschieden            | ausgeschieden            | ausgeschieden               | ausgeschieden               | ausgeschieden                       | ausgeschieden                       | ausgeschieden   | ausgeschieden   | ausgeschieden                      | ausgeschieden                      | ausgeschieden | ausgeschieden      | 9.   |
| Rosalba Forciniti  | Klasse bis 52 kg | –                    | –                    | Romy Tarangul        | 0 0 1 0              | –                        | –                        | Kim Gyeong-Ok               | 0 0 0 1                     | –                                   | –                                   | An Kum-ae       | 0 0 0 0         | –                                  | –                                  | Marie Muller  | 0 0 0 0            | 3.   |
| Giulia Quintavalle | Klasse bis 57 kg | –                    | –                    | Kim Jan-di           | 1 0 1 1 Sieg         | –                        | –                        | Sabrina Filzmoser           | 1 0 0 0 Sieg                | Kaori Matsumoto                     | 0 0 0 1 Niederlage                  | –               | –               | –                                  | –                                  | Marti Malloy  | 0 0 0 1 Niederlage | 5.   |
| Edwige Gwend       | Klasse bis 63 kg | –                    | –                    | Xu Lili              | 0 0 0 2 Niederlage   | ausgeschieden            | ausgeschieden            | ausgeschieden               | ausgeschieden               | ausgeschieden                       | ausgeschieden                       | ausgeschieden   | ausgeschieden   | ausgeschieden                      | ausgeschieden                      | ausgeschieden | ausgeschieden      | 9.   |
| Erica Barbieri     | Klasse bis 70 kg | Hwang Ye-sul         | 0 0 1 0 Niederlage   | ausgeschieden        | ausgeschieden        | ausgeschieden            | ausgeschieden            | ausgeschieden               | ausgeschieden               | ausgeschieden                       | ausgeschieden                       | ausgeschieden   | ausgeschieden   | ausgeschieden                      | ausgeschieden                      | ausgeschieden | ausgeschieden      | 17.  |
| Männer             |                  |                      |                      |                      |                      |                          |                          |                             |                             |                                     |                                     |                 |                 |                                    |                                    |               |                    |      |
| Elio Verde         | Klasse bis 60 kg | Juan Postigos        | 100:0001             | Heorhij Santaraja    | 001:0002             | Nabor Castillo           | 1011:0011                | Howhannes Dawtjan           | 001:0002                    | –                                   | –                                   | Hiraoka Hiroaki | 000:110         | Felipe Kitadai                     | 000:0011                           | ausgeschieden | ausgeschieden      | 5    |
| Francesco Faraldo  | Klasse bis 66 kg | Sugoi Uriarte        | 0 0 0 0 Niederlage   | ausgeschieden        | ausgeschieden        | ausgeschieden            | ausgeschieden            | ausgeschieden               | ausgeschieden               | ausgeschieden                       | ausgeschieden                       | ausgeschieden   | ausgeschieden   | ausgeschieden                      | ausgeschieden                      | ausgeschieden | ausgeschieden      | 33.  |
| Antonio Ciano      | Klasse bis 81 kg | –                    | –                    | Ole Bischof          | 0 0 0 1 Niederlage   | ausgeschieden            | ausgeschieden            | ausgeschieden               | ausgeschieden               | ausgeschieden                       | ausgeschieden                       | ausgeschieden   | ausgeschieden   | ausgeschieden                      | ausgeschieden                      | ausgeschieden | ausgeschieden      | 17.  |
| Roberto Meloni     | Klasse bis 90 kg | Parwis Sobirow       | 0 1 0 1 Sieg         | Tiago Camilo         | 0 0 0 1 Niederlage   | ausgeschieden            | ausgeschieden            | ausgeschieden               | ausgeschieden               | ausgeschieden                       | ausgeschieden                       | ausgeschieden   | ausgeschieden   | ausgeschieden                      | ausgeschieden                      | ausgeschieden | ausgeschieden      | 9.   |

### Kanu

#### Kanurennsport
| Athleten           | Wettbewerb | Vorlauf      | Vorlauf | Halbfinale    | Halbfinale    | Finale        | Finale        | Rang |
| Athleten           | Wettbewerb | Zeit         | Rang    | Zeit          | Rang          | Zeit          | Rang          | Rang |
| ------------------ | ---------- | ------------ | ------- | ------------- | ------------- | ------------- | ------------- | ---- |
| Frauen             |            |              |         |               |               |               |               |      |
| Norma Murabito     | K-1 200 m  | 43,820 s     | 7       | ausgeschieden | ausgeschieden | ausgeschieden | ausgeschieden | 25   |
| Josefa Idem        | K-1 500 m  | 1:55,619 min | 3       | 1:52,232 min  | 1             | 1:53,223 min  | 5             | 5    |
| Männer             |            |              |         |               |               |               |               |      |
| Maximilian Benassi | K-1 1000 m | 3:35,543 min | 7       | ausgeschieden | ausgeschieden | ausgeschieden | ausgeschieden | 19   |

#### Kanuslalom
| Athleten                         | Wettbewerb | Vorlauf  | Vorlauf | Halbfinale    | Halbfinale    | Finale        | Finale        | Rang |
| Athleten                         | Wettbewerb | Zeit     | Rang    | Zeit          | Rang          | Zeit          | Rang          | Rang |
| -------------------------------- | ---------- | -------- | ------- | ------------- | ------------- | ------------- | ------------- | ---- |
| Frauen                           |            |          |         |               |               |               |               |      |
| Clara Giai Pron                  | K-1        | 99,66 s  | 3       | 176,61 s      | 15            | ausgeschieden | ausgeschieden | 15   |
| Männer                           |            |          |         |               |               |               |               |      |
| Daniele Molmenti                 | K-1        | 88,68 s  | 9       | 96,37 s       | 3             | 93,43 s       | 1             | Gold |
| Stefano Cipressi                 | C-1        | 96,40 s  | 13      | ausgeschieden | ausgeschieden | ausgeschieden | ausgeschieden | 13   |
| Niccolò Ferrari Pietro Camporesi | C-2        | 111,55 s | 13      | ausgeschieden | ausgeschieden | ausgeschieden | ausgeschieden | 13   |

### Leichtathletik
Laufen und Gehen
| Athleten                                                                                        | Wettbewerb        | Vorlauf      | Vorlauf | Halbfinale      | Halbfinale      | Finale        | Finale        | Rang |
| Athleten                                                                                        | Wettbewerb        | Zeit         | Rang    | Zeit            | Rang            | Zeit          | Rang          | Rang |
| ----------------------------------------------------------------------------------------------- | ----------------- | ------------ | ------- | --------------- | --------------- | ------------- | ------------- | ---- |
| Frauen                                                                                          |                   |              |         |                 |                 |               |               |      |
| Gloria Hooper                                                                                   | 200 m             | 23,25 s      | 6       | ausgeschieden   | ausgeschieden   | ausgeschieden | ausgeschieden | 29   |
| Libania Grenot                                                                                  | 400 m             | 52,13 s      | 3       | 51,18 s         | 3               | ausgeschieden | ausgeschieden | 9    |
| Nadia Ejjafini                                                                                  | 5000 m            | 15:24,70 min | 14      | –               | –               | ausgeschieden | ausgeschieden | 26   |
| Elena Romagnolo                                                                                 | 5000 m            | 15:06,38 min | 9       | –               | –               | 15:35,69 min  | 15            | 15   |
| Silvia Weissteiner                                                                              | 5000 m            | 15:06,81 min | 7       | –               | –               | ausgeschieden | ausgeschieden | 16   |
| Valeria Straneo                                                                                 | Marathon          | –            | –       | –               | –               | 2:25:27 h     | 8             | 8    |
| Anna Incerti                                                                                    | Marathon          | –            | –       | –               | –               | 2:29:38 h     | 29            | 29   |
| Rosaria Console                                                                                 | Marathon          | –            | –       | –               | –               | 2:30:09 h     | 30            | 30   |
| Marzia Caravelli                                                                                | 100 m Hürden      | 13,01 s      | 3       | disqualifiziert | disqualifiziert | ausgeschieden | ausgeschieden | –    |
| Giulia Arcioni Chiara Bazzoni Elena Bonfanti Manuela Gentili Libania Grenot Maria Enrica Spacca | 4 × 400-m-Staffel | 3:29,01 min  | 7       | –               | –               | ausgeschieden | ausgeschieden | 11   |
| Eleonora Giorgi                                                                                 | 20 km Gehen       | –            | –       | –               | –               | 1:29:48 h     | 14            | 14   |
| Elisa Rigaudo                                                                                   | 20 km Gehen       | –            | –       | –               | –               | 1:27:36 h     | 7             | 7    |
| Männer                                                                                          |                   |              |         |                 |                 |               |               |      |
| Daniele Meucci                                                                                  | 5000 m            | 13:28,71 min | 8       | –               | –               | ausgeschieden | ausgeschieden | 22   |
| Daniele Meucci                                                                                  | 10.000 m          | –            | –       | –               | –               | 28:57,46 min  | 24            | 24   |
| Ruggero Pertile                                                                                 | Marathon          | –            | –       | –               | –               | 2:12:45 h     | 10            | 10   |
| Emanuele Abate                                                                                  | 110 m Hürden      | 13,46 s      | 4       | 13,35 s         | 4               | ausgeschieden | ausgeschieden | 10   |
| José Reynaldo Bencosme de Leon                                                                  | 400 m Hürden      | 49,35 s      | 3       | 50,07 s         | 6               | ausgeschieden | ausgeschieden | 18   |
| Yuri Floriani                                                                                   | 3000 m Hindernis  | 8:29,01 min  | 2       | –               | –               | 8:40,07 min   | 13            | 13   |
| Fabio Cerutti Simone Collio Rosario La Mastra Davide Manenti Diego Marani Jacques Riparelli     | 4 × 100-m-Staffel | 38,58 s      | 7       | –               | –               | ausgeschieden | ausgeschieden | 14   |
| Giorgio Rubino                                                                                  | 20 km Gehen       | –            | –       | –               | –               | 1:25:28 h     | 42            | 42   |
| Marco De Luca                                                                                   | 50 km Gehen       | –            | –       | –               | –               | 3:47:19 h     | 17            | 17   |

Springen und Werfen
| Athleten           | Wettbewerb  | Qualifikation | Qualifikation | Finale        | Finale        | Rang   |
| Athleten           | Wettbewerb  | Weite/Höhe    | Rang          | Weite/Höhe    | Rang          | Rang   |
| ------------------ | ----------- | ------------- | ------------- | ------------- | ------------- | ------ |
| Frauen             |             |               |               |               |               |        |
| Simona La Mantia   | Dreisprung  | 13,92 m       | 18            | ausgeschieden | ausgeschieden | 18     |
| Silvia Salis       | Hammerwurf  | 10,84 m       | 36            | ausgeschieden | ausgeschieden | 36     |
| Chiara Rosa        | Kugelstoßen | 18,30 m       | 14            | ausgeschieden | ausgeschieden | 14     |
| Männer             |             |               |               |               |               |        |
| Fabrizio Donato    | Dreisprung  | 16,86 m       | 8             | 17,48 m       | 3             | Bronze |
| Daniele Greco      | Dreisprung  | 17,00 m       | 4             | 17,34 m       | 4             | 4      |
| Gianmarco Tamberi  | Hochsprung  | 2,21 m        | 21            | ausgeschieden | ausgeschieden | 21     |
| Nicola Vizzoni     | Hammerwurf  | 74,79 m       | 10            | 76,07 m       | 8             | 8      |
| Lorenzo Povegliano | Hammerwurf  | 71,55 m       | 27            | ausgeschieden | ausgeschieden | 27     |

### Moderner Fünfkampf
| Athleten         | Fechten | Fechten | Fechten | Schwimmen | Schwimmen | Schwimmen | Reiten  | Reiten | Reiten | Combined | Combined | Combined | Punkte | Rang |
| Athleten         | Bilanz  | Punkte  | Rang    | Zeit      | Punkte    | Rang      | Zeit    | Punkte | Rang   | Zeit     | Punkte   | Rang     | Punkte | Rang |
| ---------------- | ------- | ------- | ------- | --------- | --------- | --------- | ------- | ------ | ------ | -------- | -------- | -------- | ------ | ---- |
| Frauen           |         |         |         |           |           |           |         |        |        |          |          |          |        |      |
| Sabrina Crognale | 20:15   | 880     | 8.      | 2:24,24   | 1072      | 30.       | 1:18,56 | 1128   | 18     | 13:27,22 | 17:72    | 33.      | 4852   | 27.  |
| Claudia Cesarini | 15:20   | 760     | 25.     | 2:22,77   | 1088      | 29.       | 1:29,15 | 1044   | 30.    | 12:25,66 | 2020     | 19.      | 4912   | 25.  |
| Männer           |         |         |         |           |           |           |         |        |        |          |          |          |        |      |
| Nicola Benedetti | 17:18   | 808     | 13.     | 2:18,47   | 1140      | 36.       | 1:24,16 | 1084   | 26.    | 10:16,92 | 2536     | 1.       | 5568   | 20.  |
| Riccardo De Luca | 16:19   | 784     | 20.     | 2:08,29   | 1264      | 24.       | 1:12,09 | 1200   | 3.     | 10:32,34 | 2472     | 5        | 5720   | 9.   |

### Radsport

#### Bahn
Mehrkampf
| Omnium Männer |   |   |    |   |   |              |   |   |              |   |    |   |
| Elia Viviani  | 6 | 6 | 47 | 5 | 2 | 4:28,499 min | 7 | 5 | 1:04,239 min | 9 | 34 | 6 |

#### Straße
| Athleten         | Wettbewerb       | Zeit                     | Rang                     |
| ---------------- | ---------------- | ------------------------ | ------------------------ |
| Frauen           |                  |                          |                          |
| Monia Baccaille  | Straßenrennen    | außerhalb des Zeitlimits | außerhalb des Zeitlimits |
| Giorgia Bronzini | Straßenrennen    | 3:35:56 h                | 5                        |
| Noemi Cantele    | Straßenrennen    | 3:36:04 h                | 34                       |
| Tatiana Guderzo  | Straßenrennen    | 3:36:01 h                | 30                       |
| Noemi Cantele    | Einzelzeitfahren | 41:51,18 min             | 22                       |
| Tatiana Guderzo  | Einzelzeitfahren | 41:48,94 min             | 21                       |
| Männer           |                  |                          |                          |
| Vincenzo Nibali  | Straßenrennen    | 5:46:53 h                | 101                      |
| Elia Viviani     | Straßenrennen    | 5:46:37 h                | 38                       |
| Marco Pinotti    | Straßenrennen    | 5:54:04 h                | 107                      |
| Luca Paolini     | Straßenrennen    | 5:46:05 h                | 9                        |
| Sacha Modolo     | Straßenrennen    | 5:46:51 h                | 99                       |
| Marco Pinotti    | Einzelzeitfahren | 52:49,28 min             | 5                        |

#### Mountainbike
| Athleten              | Wettbewerb    | Zeit      | Rang   |
| --------------------- | ------------- | --------- | ------ |
| Frauen                |               |           |        |
| Eva Lechner           | Cross-Country | 1:37:36 h | 17     |
| Männer                |               |           |        |
| Marco Aurelio Fontana | Cross-Country | 1:29:32 h | Bronze |
| Gerhard Kerschbaumer  | Cross-Country | 1:32:02 h | 13     |

#### BMX
| Athleten         | Wettbewerb | Qualifikation | Qualifikation | Viertelfinale | Viertelfinale | Halbfinale    | Halbfinale    | Finale        | Finale        | Rang |
| Athleten         | Wettbewerb | Zeit          | Rang          | Punkte        | Rang          | Punkte        | Rang          | Zeit          | Rang          | Rang |
| ---------------- | ---------- | ------------- | ------------- | ------------- | ------------- | ------------- | ------------- | ------------- | ------------- | ---- |
| Männer           |            |               |               |               |               |               |               |               |               |      |
| Manuel De Vecchi | Race       | 39,385 s      | 18            | 29            | 7             | ausgeschieden | ausgeschieden | ausgeschieden | ausgeschieden | 26   |

### Reiten
| Athleten            | Wettbewerb | Prozent     | Rang |
| ------------------- | ---------- | ----------- | ---- |
| Dressur             |            |             |      |
| Valentina Truppa    | Einzel     | 78,214      | 15.  |
| Athleten            | Wettbewerb | Strafpunkte | Rang |
| Vielseitigkeit      |            |             |      |
| Vittoria Panizzon   | Einzel     | 77,0        | 16.  |
| Stefano Brecciaroli | Einzel     | 80,0        | 10.  |

### Rhythmische Sportgymnastik
| Athletinnen                                                                                   | Wettbewerb           | Qualifikation | Qualifikation | Finale        | Finale        | Rang   |
| Athletinnen                                                                                   | Wettbewerb           | Punkte        | Rang          | Punkte        | Rang          | Rang   |
| --------------------------------------------------------------------------------------------- | -------------------- | ------------- | ------------- | ------------- | ------------- | ------ |
| Frauen                                                                                        |                      |               |               |               |               |        |
| Julieta Cantaluppi                                                                            | Mehrkampf Einzel     | 105,275       | 16            | ausgeschieden | ausgeschieden | 16     |
| Elisa Santoni Elisa Blanchi Romina Laurito Angelica Savrayuk Andreea Ștefănescu Marta Pagnini | Mehrkampf Mannschaft | 55,800        | 2             | 55,450        | 3             | Bronze |

### Ringen
| griechisch-römischer Stil Männer |                  |         |         |                  |     |               |               |               |               |               |               |    |
| Daigoro Timoncini                | Klasse bis 96 kg | Freilos | Freilos | Artur Aleksanjan | 0:3 | ausgeschieden | ausgeschieden | ausgeschieden | ausgeschieden | ausgeschieden | ausgeschieden | 17 |

### Rudern
| Frauen                                                             |                             |              |              |              |              |              |              |              |              |     |
| Sara Bertolasi Claudia Wurzel                                      | Zweier                      | 7:21 min     | 5            | teilgenommen | teilgenommen | –            | –            | B-Finale     | B-Finale     | 10. |
| Männer                                                             |                             |              |              |              |              |              |              |              |              |     |
| Niccolò Mornati Lorenzo Carboncini                                 | Zweier                      | teilgenommen | teilgenommen | –            | –            | teilgenommen | teilgenommen | teilgenommen | teilgenommen | 4.  |
| Alessio Sartori Romano Battisti                                    | Doppelzweier                | teilgenommen | teilgenommen | –            | –            | teilgenommen | teilgenommen | teilgenommen | teilgenommen | 2.  |
| Luca Agamennoni Vincenzo Capelli Simone Venier Mario Paonessa      | Vierer                      | teilgenommen | teilgenommen | teilgenommen | teilgenommen | teilgenommen | teilgenommen | B-Finale     | B-Finale     | 8.  |
| Francesco Fossi Pierpaolo Frattini Simone Raineri Matteo Stefanini | Doppelvierer                | teilgenommen | teilgenommen | teilgenommen | teilgenommen | teilgenommen | teilgenommen | B-Finale     | B-Finale     | 11. |
| Pietro Ruta Elia Luini                                             | Leichtgewichts-Doppelzweier | teilgenommen | teilgenommen | –            | –            | teilgenommen | teilgenommen | teilgenommen | teilgenommen | 7.  |
| Marcello Miani Martino Goretti Daniele Danesin Andrea Caianiello   | Leichtgewichts-Vierer       | teilgenommen | teilgenommen | –            | –            | teilgenommen | teilgenommen | teilgenommen | teilgenommen | 12. |

### Schießen
| Athleten             | Wettbewerb         | Qualifikation | Qualifikation | Finale | Finale | Ringe | Rang   |
| Athleten             | Wettbewerb         | Ringe         | Rang          | Ringe  | Rang   | Ringe | Rang   |
| -------------------- | ------------------ | ------------- | ------------- | ------ | ------ | ----- | ------ |
| Frauen               |                    |               |               |        |        |       |        |
| Elania Nardelli      | Luftgewehr 10 m    | 390           | 46.           |        |        |       |        |
| Petra Zublasing      | Luftgewehr 10 m    | 396           | 12.           |        |        |       |        |
| Jessica Rossi        | Trap               | 75            | 1             | 24     | 1      | 99    | Gold   |
| Chiara Cainero       | Skeet              | 67            | 2.            | 22     |        | 89    | 5.     |
| Männer               |                    |               |               |        |        |       |        |
| Luca Tesconi         | Luftpistole 10 m   | 584           | 5             | 101,8  | 1      | 685,8 | Silber |
| Giuseppe Giordano    | Freie Pistole 50 m | 559           |               | 97,0   |        | 656,0 | 5.     |
| Francesco Bruno      | Freie Pistole 50 m | 553           | 24.           |        |        |       |        |
| Marco De Nicolo      | Luftgewehr 10 m    | 590           | 34.           |        |        |       |        |
| Niccolò Campriani    | Luftgewehr 10 m    | 599           |               | 102,5  |        | 701,5 | Silber |
| Massimo Fabbrizi     | Trap               | 123           | 5.            | 23     |        | 146   | Silber |
| Giovanni Pellielo    | Trap               | 121           | 8.            |        |        |       |        |
| Daniele Di Spigno    | Doppeltrap         | 131           | 18.           |        |        |       |        |
| Francesco D’Aniello  | Doppeltrap         | 136           | 8.            |        |        |       |        |
| Luigi Agostino Lodde | Skeet              | 120           |               | 23     |        | 143   | 5.     |
| Ennio Falco          | Skeet              | 118           | 14.           |        |        |       |        |

### Schwimmen
| Athleten                                                                                         | Wettbewerb                 | Vorlauf      | Vorlauf | Halbfinale    | Halbfinale    | Finale        | Finale        | Rang   |
| Athleten                                                                                         | Wettbewerb                 | Zeit         | Rang    | Zeit          | Rang          | Zeit          | Rang          | Rang   |
| ------------------------------------------------------------------------------------------------ | -------------------------- | ------------ | ------- | ------------- | ------------- | ------------- | ------------- | ------ |
| Frauen                                                                                           |                            |              |         |               |               |               |               |        |
| Erika Ferraioli                                                                                  | 50 m Freistil              | 25,69 s      | 3       | ausgeschieden | ausgeschieden | ausgeschieden | ausgeschieden | 32     |
| Federica Pellegrini                                                                              | 200 m Freistil             | 1:57,16 min  | 1       | 1:56,67 min   | 1             | 1:56,73 min   | 5             | 5      |
| Federica Pellegrini                                                                              | 400 m Freistil             | 4:05,30 min  | 3       | –             | –             | 4:04,50 min   | 5             | 5      |
| Ilaria Bianchi                                                                                   | 100 m Schmetterling        | 58,42 s      | 4       | 57,79 s       | 6             | 57,27 s       | 5             | 5      |
| Michela Guzzetti                                                                                 | 100 m Brust                | 1:08,83 min  | 5       | ausgeschieden | ausgeschieden | ausgeschieden | ausgeschieden | 27     |
| Chiara Boggiatto                                                                                 | 200 m Brust                | 2:27,74 min  | 8       | ausgeschieden | ausgeschieden | ausgeschieden | ausgeschieden | 22     |
| Arianna Barbieri                                                                                 | 100 m Rücken               | 1:00,25 min  | 5       | 1:00,27 min   | 7             | ausgeschieden | ausgeschieden | 13     |
| Elena Gemo                                                                                       | 100 m Rücken               | 1:01,77 min  | 8       | ausgeschieden | ausgeschieden | ausgeschieden | ausgeschieden | 27     |
| Alessia Filippi                                                                                  | 200 m Rücken               | 2:12,40 min  | 7       | ausgeschieden | ausgeschieden | ausgeschieden | ausgeschieden | 23     |
| Stefania Pirozzi                                                                                 | 400 m Lagen                | 4:45,61 min  | 7       | –             | –             | ausgeschieden | ausgeschieden | 22     |
| Erica Buratto Erika Ferraioli Laura Letrari Alice Mizzau Federica Pellegrini                     | 4 × 100-m-Freistil-Staffel | 3:39,74 min  | 6       | –             | –             | ausgeschieden | ausgeschieden | 12     |
| Erica Buratto Diletta Carli Alice Mizzau Alice Nesti Federica Pellegrini                         | 4 × 200-m-Freistil-Staffel | 7:52,75 min  | 2       | –             | –             | 7:56,30 min   | 7             | 7      |
| Arianna Barbieri Ilaria Bianchi Chiara Boggiatto Elena Gemo Michela Guzzetti Federica Pellegrini | 4 × 100-m-Lagen-Staffel    | 4:02,20 min  | 5       | –             | –             | ausgeschieden | ausgeschieden | 11     |
| Martina Grimaldi                                                                                 | 10 km Freiwasser           | –            | –       | –             | –             | 1:57:41,8 h   | 3             | Bronze |
| Männer                                                                                           |                            |              |         |               |               |               |               |        |
| Luca Dotto                                                                                       | 50 m Freistil              | 22,12 s      | 4       | 22,09 s       | 6             | ausgeschieden | ausgeschieden | 13     |
| Marco Orsi                                                                                       | 50 m Freistil              | 22,36 s      | 7       | ausgeschieden | ausgeschieden | ausgeschieden | ausgeschieden | 19     |
| Luca Dotto                                                                                       | 100 m Freistil             | 49,43 s      | 7       | ausgeschieden | ausgeschieden | ausgeschieden | ausgeschieden | 22     |
| Filippo Magnini                                                                                  | 100 m Freistil             | 49,18 s      | 6       | ausgeschieden | ausgeschieden | ausgeschieden | ausgeschieden | 19     |
| Marco Belotti                                                                                    | 200 m Freistil             | 1:49,14 min  | 8       | ausgeschieden | ausgeschieden | ausgeschieden | ausgeschieden | 29     |
| Samuel Pizzetti                                                                                  | 400 m Freistil             | 3:50,93 min  | 7       | –             | –             | ausgeschieden | ausgeschieden | 18     |
| Gabriele Detti                                                                                   | 1500 m Freistil            | 15:06,22 min | 4       | –             | –             | ausgeschieden | ausgeschieden | 13     |
| Gregorio Paltrinieri                                                                             | 1500 m Freistil            | 14:50,11 min | 1       | –             | –             | 14:51,92 min  | 5             | 5      |
| Matteo Rivolta                                                                                   | 100 m Schmetterling        | 52,50 s      | 6       | ausgeschieden | ausgeschieden | ausgeschieden | ausgeschieden | 22     |
| Mattia Pesce                                                                                     | 100 m Brust                | 1:01,27 min  | 8       | ausgeschieden | ausgeschieden | ausgeschieden | ausgeschieden | 23     |
| Fabio Scozzoli                                                                                   | 100 m Brust                | 59,99 s      | 5       | 59,44 s       | 2             | 59,97 s       | 7             | 7      |
| Mirco Di Tora                                                                                    | 100 m Rücken               | 54,70 s      | 2       | ausgeschieden | ausgeschieden | ausgeschieden | ausgeschieden | 19     |
| Sebastiano Ranfagni                                                                              | 200 m Rücken               | 1:58,76 min  | 6       | ausgeschieden | ausgeschieden | ausgeschieden | ausgeschieden | 19     |
| Federico Turrini                                                                                 | 200 m Lagen                | 2:00,63 min  | 5       | ausgeschieden | ausgeschieden | ausgeschieden | ausgeschieden | 20     |
| Luca Marin                                                                                       | 400 m Lagen                | 4:13,02 min  | 4       | –             | –             | 4:14,89 min   | 8             | 8      |
| Federico Turrini                                                                                 | 400 m Lagen                | 4:17,22 min  | 6       | –             | –             | ausgeschieden | ausgeschieden | 19     |
| Luca Dotto Filippo Magnini Marco Orsi Andrea Rolla Michele Santucci                              | 4 × 100-m-Freistil-Staffel | 3:15,78 min  | 3       | –             | –             | 3:14,13 min   | 7             | 7      |
| Marco Belotti Alex Di Giorgio Riccardo Maestri Gianluca Maglia Samuel Pizzetti                   | 4 × 200-m-Freistil-Staffel | 7:12,69 min  | 6       | –             | –             | ausgeschieden | ausgeschieden | 11     |
| Mirco Di Tora Mattia Pesce Luca Dotto Filippo Magnini Matteo Rivolta Fabio Scozzoli              | 4 × 100-m-Lagen-Staffel    | 3:36,88 min  | 7       | –             | –             | ausgeschieden | ausgeschieden | 14     |
| Valerio Cleri                                                                                    | 10 km Freiwasser           | –            | –       | –             | –             | 1:51:29,5 h   | 17            | 17     |

### Segeln
Fleet Race
| Frauen                                |                 |     |     |                    |                    |
| Alessandra Sensini                    | Windsurfen RS:X | 95  | 9.  | 16                 | 8.                 |
| Francesca Clapcich                    | Laser Radial    | 159 | 19  | nicht qualifiziert | nicht qualifiziert |
| Giulia Conti Giovanna Micol           | 470er           |     |     |                    | 5.                 |
| Männer                                |                 |     |     |                    |                    |
| Federico Esposito                     | Windsurfen RS:X | 269 | 34. | nicht qualifiziert | nicht qualifiziert |
| Michele Regolo                        | Laser           | 280 | 35. | nicht qualifiziert | nicht qualifiziert |
| Gabrio Zandonà Pietro Zucchetti       | 470er           |     |     |                    | 4.                 |
| Filippo Maria Baldassari              | Finn Dinghy     | 164 | 22. | nicht qualifiziert | nicht qualifiziert |
| Giuseppe Angilella Gianfranco Sibello | 49er (Skiff)    |     |     |                    | 9.                 |

### Synchronschwimmen
| Athletinnen                      | Wettbewerb | Qualifikation     | Qualifikation     | Qualifikation  | Qualifikation  | Qualifikation | Qualifikation | Finale         | Finale         | Finale           | Finale           |
| Athletinnen                      | Wettbewerb | Technische Kür TK | Technische Kür TK | Freie Kür FK-Q | Freie Kür FK-Q | Gesamt        | Gesamt        | Freie Kür FK-F | Freie Kür FK-F | Gesamt TK + FK-F | Gesamt TK + FK-F |
| Athletinnen                      | Wettbewerb | Punkte            | Rang              | Punkte         | Rang           | Punkte        | Rang          | Punkte         | Rang           | Punkte           | Rang             |
| -------------------------------- | ---------- | ----------------- | ----------------- | -------------- | -------------- | ------------- | ------------- | -------------- | -------------- | ---------------- | ---------------- |
| Frauen                           |            |                   |                   |                |                |               |               |                |                |                  |                  |
| Giulia Lapi Mariangela Perrupato | Duett      | 90,700            | 7                 | 90,740         | 7              | 181,440       | 7             | 90,720         | 7              | 181,420          | 7                |

### Taekwondo
| Athleten        | Wettbewerb        | Achtelfinale    | Achtelfinale | Viertelfinale | Viertelfinale | Halbfinale        | Halbfinale | Hoffnungsrunde Halbfinale | Hoffnungsrunde Halbfinale | Hoffnungsrunde Finale | Hoffnungsrunde Finale | Finale        | Finale        | Rang   |
| Athleten        | Wettbewerb        | Gegner          | Ergebnis     | Gegner        | Ergebnis      | Gegner            | Ergebnis   | Gegner                    | Ergebnis                  | Gegner                | Ergebnis              | Gegner        | Ergebnis      | Rang   |
| --------------- | ----------------- | --------------- | ------------ | ------------- | ------------- | ----------------- | ---------- | ------------------------- | ------------------------- | --------------------- | --------------------- | ------------- | ------------- | ------ |
| Männer          |                   |                 |              |               |               |                   |            |                           |                           |                       |                       |               |               |        |
| Mauro Sarmiento | Klasse bis 80 kg  | Rassul Abduraim | 5:1          | Ramin Azizov  | 2:1           | Nicolás García    | 1:2        | –                         | –                         | Nesar Ahmad Bahave    | 4:0                   | ausgeschieden | ausgeschieden | Bronze |
| Carlo Molfetta  | Klasse über 80 kg | Alischer Gulow  | 7:3          | Liu Xiaobo    | 6:5           | Daba Modibo Keïta | 6:4        | –                         | –                         | –                     | –                     | Anthony Obame | 9:9           | Gold   |

### Tennis
| Athleten                            | Wettbewerb | 1. Runde                                       | 1. Runde         | 2. Runde              | 2. Runde      | Achtelfinale                      | Achtelfinale   | Viertelfinale                  | Viertelfinale     | Halbfinale    | Halbfinale    | Finale        | Finale        |
| Athleten                            | Wettbewerb | Gegner                                         | Ergebnis         | Gegner                | Ergebnis      | Gegner                            | Ergebnis       | Gegner                         | Ergebnis          | Gegner        | Ergebnis      | Gegner        | Ergebnis      |
| ----------------------------------- | ---------- | ---------------------------------------------- | ---------------- | --------------------- | ------------- | --------------------------------- | -------------- | ------------------------------ | ----------------- | ------------- | ------------- | ------------- | ------------- |
| Frauen                              |            |                                                |                  |                       |               |                                   |                |                                |                   |               |               |               |               |
| Sara Errani                         | Einzel     | Venus Williams                                 | 3:6, 1:6         | ausgeschieden         | ausgeschieden | ausgeschieden                     | ausgeschieden  | ausgeschieden                  | ausgeschieden     | ausgeschieden | ausgeschieden | ausgeschieden | ausgeschieden |
| Roberta Vinci                       | Einzel     | Kim Clijsters                                  | 1:6, 4:6         | ausgeschieden         | ausgeschieden | ausgeschieden                     | ausgeschieden  | ausgeschieden                  | ausgeschieden     | ausgeschieden | ausgeschieden | ausgeschieden | ausgeschieden |
| Flavia Pennetta                     | Einzel     | Sorana Cîrstea                                 | 6:2, 4:6, 6:2    | Zwetana Pironkowa     | 7:5, 6:1      | Petra Kvitová                     | 3:6, 0:6       | ausgeschieden                  | ausgeschieden     | ausgeschieden | ausgeschieden | ausgeschieden | ausgeschieden |
| Francesca Schiavone                 | Einzel     | Klára Zakopalová                               | 6:3, 3:6, 6:4    | Wera Swonarjowa       | 3:6, 3:6      | ausgeschieden                     | ausgeschieden  | ausgeschieden                  | ausgeschieden     | ausgeschieden | ausgeschieden | ausgeschieden | ausgeschieden |
| Sara Errani Roberta Vinci           | Doppel     | Petra Cetkovská Lucie Šafářová                 | 6:2, 6:3         | –                     | –             | Andreja Klepač Katarina Srebotnik | 7:5, 4:6, 6:4  | Serena Williams Venus Williams | 1:6, 1:6          | ausgeschieden | ausgeschieden | ausgeschieden | ausgeschieden |
| Flavia Pennetta Francesca Schiavone | Doppel     | Anabel Medina Garrigues Arantxa Parra Santonja | 7:64, 6:4        | –                     | –             | Chuang Chia-jung Hsieh Su-wei     | 7:63, 5:7, 4:6 | ausgeschieden                  | ausgeschieden     | ausgeschieden | ausgeschieden | ausgeschieden | ausgeschieden |
| Männer                              |            |                                                |                  |                       |               |                                   |                |                                |                   |               |               |               |               |
| Andreas Seppi                       | Einzel     | Donald Young                                   | 6:4, 6:4         | Juan Martín del Potro | 3:6, 6:72     | ausgeschieden                     | ausgeschieden  | ausgeschieden                  | ausgeschieden     | ausgeschieden | ausgeschieden | ausgeschieden | ausgeschieden |
| Fabio Fognini                       | Einzel     | Novak Đoković                                  | 7:67, 2:6, 2:6   | ausgeschieden         | ausgeschieden | ausgeschieden                     | ausgeschieden  | ausgeschieden                  | ausgeschieden     | ausgeschieden | ausgeschieden | ausgeschieden | ausgeschieden |
| Andreas Seppi Daniele Bracciali     | Doppel     | Tomáš Berdych Radek Štěpánek                   | 6:4, 6:75, 4:6   | ausgeschieden         | ausgeschieden | ausgeschieden                     | ausgeschieden  | ausgeschieden                  | ausgeschieden     | ausgeschieden | ausgeschieden | ausgeschieden | ausgeschieden |
| Mixed                               |            |                                                |                  |                       |               |                                   |                |                                |                   |               |               |               |               |
| Sara Errani Andreas Seppi           | Doppel     | Lisa Raymond Mike Bryan                        | 5:7, 3:6         | ausgeschieden         | ausgeschieden | ausgeschieden                     | ausgeschieden  | ausgeschieden                  | ausgeschieden     | ausgeschieden | ausgeschieden | ausgeschieden | ausgeschieden |
| Roberta Vinci Daniele Bracciali     | Doppel     | Sofia Arvidsson Robert Lindstedt               | 6:3, 4:6, [10:8] | –                     | –             | –                                 | –              | Sabine Lisicki Christopher Kas | 6:4, 6:72, [7:10] | ausgeschieden | ausgeschieden | ausgeschieden | ausgeschieden |

### Tischtennis
| Athleten               | Wettbewerb | 1. Runde           | 1. Runde | 2. Runde         | 2. Runde | 3. & 4. Runde, Viertelfinale, Halbfinale, Finale | 3. & 4. Runde, Viertelfinale, Halbfinale, Finale | Rang |
| Athleten               | Wettbewerb | Gegner             | Ergebnis | Gegner           | Ergebnis | Gegner                                           | Ergebnis                                         | Rang |
| ---------------------- | ---------- | ------------------ | -------- | ---------------- | -------- | ------------------------------------------------ | ------------------------------------------------ | ---- |
| Frauen                 |            |                    |          |                  |          |                                                  |                                                  |      |
| Wenling Tan Monfardini | Einzel     | Olufunke Oshonaike | 4:0      | Anna Tichomirowa | 3:4      | ausgeschieden                                    | ausgeschieden                                    | 33   |
| Männer                 |            |                    |          |                  |          |                                                  |                                                  |      |
| Mihai Bobocica         | Einzel     | Andy Pereira       | 4:0      | Werner Schlager  | 2:4      | ausgeschieden                                    | ausgeschieden                                    | 33   |

### Trampolinturnen
| Athleten       | Wettbewerb | Qualifikation | Qualifikation | Finale        | Finale        | Rang |
| Athleten       | Wettbewerb | Punkte        | Rang          | Punkte        | Rang          | Rang |
| -------------- | ---------- | ------------- | ------------- | ------------- | ------------- | ---- |
| Männer         |            |               |               |               |               |      |
| Flavio Cannone | Einzel     | 104,170       | 11            | ausgeschieden | ausgeschieden | 11   |

### Triathlon
| Athleten           | Wettbewerb | Zeit      | Rang |
| ------------------ | ---------- | --------- | ---- |
| Frauen             |            |           |      |
| Annamaria Mazzetti | Einzel     | 2:09:08 h | 46   |
| Männer             |            |           |      |
| Alessandro Fabian  | Einzel     | 1:48:03 h | 10   |
| Davide Uccellari   | Einzel     | 1:50:09 h | 29   |

### Turnen
| Athleten                                                                          | Wettbewerb           | Qualifikation | Qualifikation | Finale        | Finale        | Rang   |
| Athleten                                                                          | Wettbewerb           | Punkte        | Rang          | Punkte        | Rang          | Rang   |
| --------------------------------------------------------------------------------- | -------------------- | ------------- | ------------- | ------------- | ------------- | ------ |
| Frauen                                                                            |                      |               |               |               |               |        |
| Giorgia Campana                                                                   | Stufenbarren         | 12,766        | 60            | ausgeschieden | ausgeschieden | 60     |
| Erika Fasana                                                                      | Boden                | 14,033        | 22            | ausgeschieden | ausgeschieden | 22     |
| Erika Fasana                                                                      | Schwebebalken        | 12,266        | 62            | ausgeschieden | ausgeschieden | 62     |
| Erika Fasana                                                                      | Stufenbarren         | 13,666        | 37            | ausgeschieden | ausgeschieden | 37     |
| Erika Fasana                                                                      | Einzelmehrkampf      | 53,965        | 30            | ausgeschieden | ausgeschieden | 30     |
| Carlotta Ferlito                                                                  | Boden                | 13,900        | 26            | ausgeschieden | ausgeschieden | 26     |
| Carlotta Ferlito                                                                  | Schwebebalken        | 14,425        | 17            | ausgeschieden | ausgeschieden | 17     |
| Carlotta Ferlito                                                                  | Stufenbarren         | 13,075        | 52            | ausgeschieden | ausgeschieden | 52     |
| Carlotta Ferlito                                                                  | Einzelmehrkampf      | 55,500        | 20            | ausgeschieden | ausgeschieden | 20     |
| Vanessa Ferrari                                                                   | Boden                | 14,900        | 3             | 14,900        | 4             | 4      |
| Vanessa Ferrari                                                                   | Schwebebalken        | 14,433        | 16            | ausgeschieden | ausgeschieden | 16     |
| Vanessa Ferrari                                                                   | Stufenbarren         | 14,233        | 21            | ausgeschieden | ausgeschieden | 21     |
| Vanessa Ferrari                                                                   | Einzelmehrkampf      | 57,932        | 7             | ausgeschieden | ausgeschieden | 7      |
| Elisabetta Preziosa                                                               | Boden                | 13,300        | 45            | ausgeschieden | ausgeschieden | 45     |
| Elisabetta Preziosa                                                               | Schwebebalken        | 13,266        | 38            | ausgeschieden | ausgeschieden | 38     |
| Giorgia Campana Erika Fasana Carlotta Ferlito Vanessa Ferrari Elisabetta Preziosa | Mannschaftsmehrkampf | 168,397       | 7             | 167,930       | 7             | 7      |
| Männer                                                                            |                      |               |               |               |               |        |
| Matteo Angioletti                                                                 | Boden                | 14,033        | 50            | ausgeschieden | ausgeschieden | 50     |
| Matteo Angioletti                                                                 | Ringe                | 15,066        | 15            | ausgeschieden | ausgeschieden | 15     |
| Matteo Angioletti                                                                 | Sprung               | 15,583        | 10            | ausgeschieden | ausgeschieden | 10     |
| Alberto Busnari                                                                   | Boden                | 15,058        | 4             | 15,400        | 4             | 4      |
| Alberto Busnari                                                                   | Barren               | 13,766        | 56            | ausgeschieden | ausgeschieden | 56     |
| Alberto Busnari                                                                   | Reck                 | 12,100        | 67            | ausgeschieden | ausgeschieden | 67     |
| Matteo Morandi                                                                    | Boden                | 14,133        | 46            | ausgeschieden | ausgeschieden | 46     |
| Matteo Morandi                                                                    | Pauschenpferd        | 0,000         | 69            | ausgeschieden | ausgeschieden | 69     |
| Matteo Morandi                                                                    | Ringe                | 15,766        | 2             | 8,933         | 3             | Bronze |
| Matteo Morandi                                                                    | Barren               | 14,500        | 43            | ausgeschieden | ausgeschieden | 43     |
| Matteo Morandi                                                                    | Reck                 | 0,000         | 70            | ausgeschieden | ausgeschieden | 70     |
| Matteo Morandi                                                                    | Einzelmehrkampf      | 60,032        | 41            | ausgeschieden | ausgeschieden | 41     |
| Paolo Ottavi                                                                      | Boden                | 14,266        | 43            | ausgeschieden | ausgeschieden | 43     |
| Paolo Ottavi                                                                      | Pauschenpferd        | 13,700        | 39            | ausgeschieden | ausgeschieden | 39     |
| Paolo Ottavi                                                                      | Ringe                | 14,866        | 24            | ausgeschieden | ausgeschieden | 24     |
| Paolo Ottavi                                                                      | Barren               | 14,500        | 44            | ausgeschieden | ausgeschieden | 44     |
| Paolo Ottavi                                                                      | Reck                 | 14,066        | 39            | ausgeschieden | ausgeschieden | 39     |
| Paolo Ottavi                                                                      | Einzelmehrkampf      | 86,331        | 24            | 84,648        | 22            | 22     |
| Enrico Pozzo                                                                      | Boden                | 14,766        | 24            | ausgeschieden | ausgeschieden | 24     |
| Enrico Pozzo                                                                      | Pauschenpferd        | 13,633        | 40            | ausgeschieden | ausgeschieden | 40     |
| Enrico Pozzo                                                                      | Ringe                | 14,033        | 53            | ausgeschieden | ausgeschieden | 53     |
| Enrico Pozzo                                                                      | Barren               | 14,366        | 46            | ausgeschieden | ausgeschieden | 46     |
| Enrico Pozzo                                                                      | Reck                 | 14,500        | 29            | ausgeschieden | ausgeschieden | 29     |
| Enrico Pozzo                                                                      | Einzelmehrkampf      | 86,898        | 21            | 87,032        | 18            | 18     |
| Matteo Angioletti Alberto Busnari Matteo Morandi Paolo Ottavi Enrico Pozzo        | Mannschaftsmehrkampf | 262,085       | 11            | ausgeschieden | ausgeschieden | 11     |

### Volleyball
| Wettbewerb      | Frauen | Männer |
| --------------- | --- | --- |
| Athleten        | Valentina Arrighetti Jenny Barazza Caterina Bosetti Lucia Bosetti Carolina Costagrande Paola Croce Monica De Gennaro Antonella Del Core Simona Gioli Eleonora Lo Bianco Francesca Piccinini Giulia Rondon | Andrea Bari Emanuele Birarelli Dante Boninfante Alessandro Fei Andrea Giovi Michal Lasko Luigi Mastrangelo Samuele Papi Simone Parodi Cristian Savani Dragan Travica Ivan Zaytsev |
| Trainer         | Massimo Barbolini | Mauro Berruto |
| Gruppenphase    | Dominikanische Republik (3:1) Japan (3:1) Großbritannien (3:0) Algerien (3:0) Russland (2:3) | Polen (1:3) Argentinien (3:1) Großbritannien (3:0) Australien (3:2) Bulgarien (0:3)                                                                                               |
| Viertelfinale   | Südkorea (1:3) | Vereinigte Staaten (3:0) |
| Halbfinale      | – | Brasilien (0:3) |
| Spiel um Bronze | – | Bulgarien (3:1) |

### Wasserball
| Wettbewerb         | Frauen | Männer |
| ------------------ | --- | --- |
| Athleten           | Simona Abbate Federica Radicchi Roberta Bianconi Elisa Casanova Aleksandra Cotti Tania Di Mario Giulia Emmolo Teresa Frassinetti Elena Gigli Giulia Gorlero Allegra Lapi Anikó Pelle Giulia Rambaldi Guidasci | Matteo Aicardi Massimo Giacoppo Maurizio Felugo Danijel Premuš Pietro Figlioli Deni Fiorentini Valentino Gallo Alex Giorgetti Niccolò Gitto Giacomo Pastorino Amaurys Pérez Christian Presciutti Stefano Tempesti |
| Trainer            | Fabio Conti | Alessandro Campagna |
| Gruppenphase       | Australien (8:10) Russland (4:7) Großbritannien (10:5) | Australien (8:5) Griechenland (7:7) Kroatien (6:11) Kasachstan (9:6) Spanien (10:7) |
| Viertelfinale      | USA (6:9) | Ungarn (11:9) |
| Platzierungsspiele | Volksrepublik China (10:14) Spiel um Platz 7: Großbritannien (11:7) | – |
| Halbfinale         | ausgeschieden | Serbien (9:7) |
| Finale             | ausgeschieden | Kroatien (6:8) |
| Platzierung        | 7 | Silber |

### Wasserspringen
| Athleten                         | Wettbewerb           | Vorkampf | Vorkampf | Halbfinale         | Halbfinale         | Finale             | Finale             |
| Athleten                         | Wettbewerb           | Punkte   | Rang     | Punkte             | Rang               | Punkte             | Rang               |
| -------------------------------- | -------------------- | -------- | -------- | ------------------ | ------------------ | ------------------ | ------------------ |
| Frauen                           |                      |          |          |                    |                    |                    |                    |
| Francesca Dallapé                | Kunstspringen 3 m    | 311,25   | 13.      | 312,60             | 15.                | nicht qualifiziert | nicht qualifiziert |
| Tania Cagnotto                   | Kunstspringen 3 m    | 259,74   | 18.      | 466,29             | 18.                | nicht qualifiziert | nicht qualifiziert |
| Noemi Bátki                      | Turmspringen 10 m    | 324,20   | 12.      | 325,45             | 10.                | 350,05             | 8.                 |
| Brenda Spaziani                  | Turmspringen 10 m    | 268,00   | 23.      | nicht qualifiziert | nicht qualifiziert | nicht qualifiziert | nicht qualifiziert |
| Francesca Dallapé Tania Cagnotto | Synchronspringen 3 m |          |          |                    |                    | 314,10             | 4                  |
| Männer                           |                      |          |          |                    |                    |                    |                    |
| Michele Benedetti                | Kunstspringen 3 m    | 433,05   | 20.      | nicht qualifiziert | nicht qualifiziert | nicht qualifiziert | nicht qualifiziert |
| Tommaso Rinaldi                  | Kunstspringen 3 m    | 400,00   | 24.      | nicht qualifiziert | nicht qualifiziert | nicht qualifiziert | nicht qualifiziert |
| Francesco Dell’Uomo              | Turmspringen 10 m    | 426,12   | 14.      | 610,41             | 12.                | 628,77             | 9.                 |
| Andrea Chiarabini                | Turmspringen 10 m    | 367,75   | 28.      | nicht qualifiziert | nicht qualifiziert | nicht qualifiziert | nicht qualifiziert |